# 誰か Somebody
『誰か Somebody』（だれか サムバディ）は、宮部みゆきの長編推理小説。杉村三郎シリーズ第1作。

## 概要
2003年11月14日に単行本が書き下ろしで実業之日本社から発売された。2001年に刊行された『模倣犯』以来2年振りとなる現代ミステリー作で、次作『名もなき毒』へと連なる杉村三郎シリーズ1作目である。本作は1958年（昭和33年）に発表された美空ひばりの歌謡曲「車屋さん」がベースとなっており、本楽曲も作中の要素として登場している。
2005年8月に光文社からカッパ・ノベルス版が発売された。2007年12月6日に文藝春秋から文春文庫版が発売され、解説を杉江松恋が務めた。
2013年の杉村三郎シリーズのドラマ化作品『名もなき毒』で、第1話から5話までの第1部として映像化された。

## あらすじ
今多コンツェルングループ広報室の編集者であり、嘉親の娘婿である杉村三郎は、嘉親の依頼を受け、いまだ逮捕されていないひき逃げ犯逮捕の手がかりになればと、亡くなった個人運転手・梶田信夫の二人の娘が希望する伝記作成に協力することになる。
しかし、話を聞くと、伝記の作成に意欲的な妹の梨子とは対照的に、姉の聡美は父がタクシー運転手になる以前の過去はあまり褒められたものではないと語る。そして、彼女自身が幼少期に父を憎む何者かに誘拐された経験から、梶田の過去が公になることを恐れ、伝記の出版に反対していた。
聡美の意向を尊重しつつ伝記を作成するため、三郎は梶田の過去を調査し始める。そして、伝記作成と並行して、梨子や広報室のアルバイトである椎名と共に、ひき逃げ犯に関する情報収集にも協力する。しかし、三郎たちの活動を通じて、梶田の過去から予期せぬ波紋が広がり始める。

## 登場人物
杉村三郎
今多コンツェルングループ広報室の編集者兼記者。
今多嘉親
今多コンツェルンの会長であり、三郎の義父。
杉村菜穂子
三郎の妻。嘉親の娘だが、母親は画廊を経営する愛人だった。
園田瑛子
グループ広報室の室長兼編集長。
椎名（）
今多コンツェルングループ広報室でアルバイトをする新聞学科の女子大生。「シーナちゃん」と呼ばれる。身長175cmと長身で、小学校から地元のバレーボールクラブに所属していた。明朗快活な性格。高校2年生の頃から交際している九州の大学生と遠距離恋愛中。梶田の死亡事件解決のため、チラシ配りを提案し積極的に協力する。パソコンの扱いに長け、仕事も優秀にこなしていたが、次作『名もなき毒』では学業のため広報室を辞めている。
梶田信夫（）
今多嘉親の専属運転手だったが、自転車によるひき逃げで死亡。彼の車中で三郎は嘉親に菜穂子との結婚の許しを得ており、その後心からの祝福を受けたことから三郎は恩義を感じている。妻は5年前に子宮癌で死去。普段は個人タクシーの運転手だが、以前は玩具製作会社「トモノ玩具」に勤務。さらにその前は故郷の栃木県水津村を出て上京し、職を転々としながら街金の使い走りで競馬のノミ行為をするなど、波乱の多い生活を送っていた。
梶田聡美（）
32歳。梶田信夫の長女。落ち着いた物腰で礼儀正しいが、極度の心配性。4歳の頃に父を恨む者に誘拐された経験があり、その人物が父の生前の職歴に関わっている可能性を恐れ、伝記出版に反対している。父は事故死ではなく、意図的に殺害されたのではないかと疑念を抱いている。
梶田梨子（）
22歳。梶田信夫の次女。大学入試に全て失敗し、現在はフリーター。姉とは対照的に活発で人懐っこい性格。両親が一度中絶した後に生まれた子であるため、聡美曰く両親に非常に甘やかされて育った「いちばん星」。父の命を奪ったひき逃げ犯に父の存在を思い知らせ、マスコミに取り上げられることで早期逮捕に繋がることを期待し、父親の伝記作成に積極的な姿勢を示している。
浜田利和（）
聡美の婚約者。都内のコンピュータソフトウェア会社に勤務。外見や立ち居振る舞いから健康的な印象を与える男性。
友野栄次郎（）
梶田が以前勤務していた八王子市の玩具製作会社（現在は玩具店として経営）「トモノ玩具」の経営者。1年前に脳梗塞を発症して以来、孫娘に店を任せている。戦時中に兵器の部品を製造していた父の会社を継ぎ、玩具製造業で成功を収めたが、27年前の工場火災により閉鎖。その後、工場の跡地に建てたマンション経営で成功した息子に触発され、玩具店を始めた。闊達で親しみやすい人物だが、補聴器が必要なほど耳が遠く声が大きい。また、記憶力には自信があるものの、脳梗塞の後遺症で過去の記憶に食い違いが見られるようになった。
友野文子（）
栄次郎の妻。義父である栄次郎とは遠慮なく言い合える関係。実家は大森の町工場を経営していた。
木内（）
財界人御用達の会員制クラブ「遊楽倶楽部」のスタッフ。
野瀬祐子（）
かつて「トモノ玩具」で事務員として勤務していた女性。

## 書籍情報
- 単行本：2003年11月、実業之日本社、ISBN 978-4408534497
- 新書判：2005年8月、光文社カッパ・ノベルス、ISBN 978-4334076177
- 文庫本：2007年12月、文春文庫、ISBN 978-4167549060

## オーディオブック
2023年5月19日よりAudibleで配信された。ナレーターは井上悟。